# 我的愛情不平凡
《我的愛情不平凡》（英語：The Masked Lover），2017年中華民國三立華人電視劇週日十點檔系列第四十部作品。由蔡黃汝、楊一展、周孝安、陳敬宣、林育品領銜主演。片頭曲由阿喜演唱，是為本劇量身打造《我的愛情不平凡》一曲，以EDM電音舞曲朗朗上口旋律打造偶像劇夢幻氛圍。跟《極品絕配》合作，成為台灣首次兩戲劇跨戲劇合作。

2017年2月20日開鏡，台視於3月26日晚上10點首播，三立都會台於4月1日晚上10點播出，7月17全劇殺青，台視於7月30日播出最終回。幕後花絮《我的愛情要你管》在三立都會台戲末後，會在Vidol影音頻道上傳播出。接檔《浮士德的微笑》。

## 劇情大綱
義青集團總經理，有著極道一姐稱號的吳平安，因為一場人為的車禍事故，躺在醫院昏迷不醒，昏迷指數剩下3，吳平安的母親葉鳳嬌，為了使公司事務常態運作，並維持吳平安仍然健在的假象，將吳平安的雙胞胎妹妹，在國外念建築設計的吳平凡緊急徵調回國，要吳平凡在最短的時間內，交接所有先前姐姐於公司處理的所有事務，包括出席一場有著巨大黑道利益糾葛的秘密會議，從此，吳平凡開始了扮演姐姐的生活。

## 播出時間
以下時間以當地時間（台灣時間）為準

### 首播
| 頻道/影音             | 所在地             | 播出日期      | 播出時間                         |
| --------------------- | ------------------ | ------------- | -------------------------------- |
| 台視綜合台            | 臺灣               | 2017年3月26日 | 每週日 22:00－23:30              |
| Vidol                 | 臺灣               | 2017年3月26日 | 每週日 23:30之後上傳             |
| 愛奇藝                | 臺灣               | 2017年3月27日 | 每週一 00:00之後上傳             |
| 三立都會台            | 臺灣               | 2017年4月1日  | 每週六 22:00－23:30              |
| LINE TV               | 臺灣               | 2017年7月1日  | 每週六 12:00之後上傳             |
| viki                  | 歐洲 · 美洲 · 印度 | 2017年3月26日 | 每週日 24:00之後上傳             |
| 華語劇台              | 香港               | 2017年5月20日 | 每週六 13:00－14:30              |
| Astro雙星 Astro雙星HD | 马来西亚           | 2017年8月21日 | 每週一至週五 16:00－17:00        |
| HUB都會台             | 新加坡             | 2017年9月24日 | 每週日 21:30－23:00              |
| 華語劇台              | 香港               | 2020年6月20日 | 每週六 06:00－08:30 （兩集連播） |

### 重播
| 頻道       | 所在地 | 播出日期      | 播出時間            |
| ---------- | ------ | ------------- | ------------------- |
| 台視主頻   | 臺灣   | 2017年4月1日  | 每週六 23:45－01:15 |
| 台視主頻   | 臺灣   | 2017年4月2日  | 每週日 13:00－14:30 |
| 三立都會台 | 臺灣   | 2017年4月2日  | 每週日 03:00－04:30 |
| 三立都會台 | 臺灣   | 2017年4月8日  | 每週六 14:00－15:30 |
| 華語劇台   | 香港   | 2017年5月20日 | 每週六 16:30－18:00 |
| 華語劇台   | 香港   | 2017年5月20日 | 每週六 20:00－21:30 |
| 華語劇台   | 香港   | 2017年5月20日 | 每週六 23:30－01:00 |
| HUB都會台  | 新加坡 | 2017年9月25日 | 每週一 07:00－08:30 |
| HUB都會台  | 新加坡 | 2017年9月30日 | 每週六 14:00－15:30 |
| 華語劇台   | 香港   | 2020年6月20日 | 每週六 10:10－12:40 |
| 華語劇台   | 香港   | 2020年6月20日 | 每週六 14:20－16:50 |
| 華語劇台   | 香港   | 2020年6月20日 | 每週六 18:30－21:00 |
| 華語劇台   | 香港   | 2020年6月20日 | 每週六 22:50－01:30 |
| 華語劇台   | 香港   | 2020年6月21日 | 每週日 03:20－04:40 |

## 演員列表

### 主要演員
| 演員   | 角色   | 介紹 | 登場集數                      |
| 蔡黃汝 | 吳平凡 | 28歲，被姐姐稱為小綿羊，英文名字為Angelin，義青建設集團董事長。葉鳳嬌的女兒，吳平安的雙胞胎妹妹，吳筱晶的阿姨，古樂均的妻子，古靜瑄的大嫂，趙天興的大妗子，古正義、王玉玲的媳婦 因為生長在提心吊膽的黑道家庭環境而出國追尋夢想，一位長期遠居國外的建築師，但姐姐平安卻因惡意車禍昏迷，她們的媽媽擔心組織無首瓦解，而急叫平凡裝扮成平安直到姐姐清醒。個性甜美、調皮、單純、多信仰者、膽小，身手笨拙，緊張時喜歡摳手指頭，懷念美國快餐，與姐姐性格南轅北轍。裝扮成吳平安的事，已被古樂均發現，裝扮成古樂均的老婆、吳筱晶的媽媽，打算在筱晶生日跟古樂均一起說出裝扮的事實，但即使到了平安、平凡的生日也未能坦白。但因為她假扮吳平安一事被曾國豪拆穿吳平安的死也被榮爺發現，加上趙天興離開義青集團，所以正式以新任經理身份保衛公司，也再次進行密集特訓。對於古樂均的真實身分以及對義青的欺騙無法接受，但後來多次被樂均救活，才知道樂均是真的愛她的，後來把義青集團轉型為建設公司，成為知名建築設計師，跟樂均的婚禮當天，也是天興跟靜瑄的婚禮。                                          | 全劇                          |
| 蔡黃汝 | 吳平安 | 28歲，被妹妹稱為大野狼，背上有一刺青，葉鳳嬌的亡女，吳平凡的雙胞胎亡姐，吳筱晶的亡母，曾國豪的亡前女友，古樂均的亡大姨子，曾是台灣赫赫有名的義青集團總經理 23歲成為集團接班人，黑道一姐，個性霸氣、強悍、無信仰者，身手敏捷，在大學是行銷管理系學士，其實嚮往平凡的生活，但她選擇接下義青的老大，把夢想放在平凡身上，讓平凡出國。視殺父仇人榮富雄為死敵，人生目標是殲滅榮老大。曾被曾國豪劈腿但發現懷孕，後來選擇生下她的小孩。因蓄意車禍嚴重昏迷，但後來因曾國豪拔掉呼吸器，如果能渡過危險期，靠米淇家的醫療技術，也只能成為植物人，但後來因為榮爺派來的假醫院人員注射藥物引發突發性呼吸中止症，後因心肺衰竭死亡，但其實是鳳姐的計謀，讓榮老大以為平安死了，其實是帶去美國用低溫技術治療，最後來個大反擊，對於古樂均是臥底警察無法接受，想要趁他失明時假裝是平凡報仇，但樂均用香水味、動作認出她其實是平安，在大學一年級跟樂均在小王子的書留言往來，原本約好要見面，卻被銀樓搶案搗亂，也因此認識曾國豪，射殺榮富雄後，還是因心肺衰竭死亡，簽了器官捐贈同意書，把眼角膜捐給了樂均。 | 1-2,4-5,7-8,12-15,18-19,29-30 |
| 楊一展 | 古樂均 | 33歲，霹靂小組臥底警察、副局長，在義青集團當平凡的保鑣兼特助，古正義、王玉玲的兒子，古靜瑄的哥哥，趙天興的大舅子，吳平凡的丈夫，吳筱晶的姨丈，吳平安的雙胞胎妹夫，葉鳳嬌的女婿 性格隨興灑脫，霹靂小組偵一隊隊員和臥底，在緊急狀況常常無視上司命令擅自行動，前為狙擊手，知道吳平凡的真實身分，裝扮成吳平凡的老公、吳筱晶的爸爸，打算在筱晶生日跟吳平凡一起說出裝扮的事實，並做筱晶的乾爸爸，已經把真實身份告訴吳平凡、趙天興，為了要跟天興救被曾國豪騙去的平凡，被曾國豪拿槍射中化學藥劑，噴到眼睛，因此失明。在大學一年級跟平安在小王子的書留言往來，原本約好要見面，卻被銀樓搶案搗亂。接受了平安的眼角膜捐贈，重見光明，跟平凡的婚禮當天，也是妹妹靜瑄跟天興的婚禮。 | 全劇                          |
| 周孝安 | 趙天興 | 32歲，被媽媽稱為小天，義青建設集團總經理、二當家，王蕙蘭的兒子，古靜瑄的丈夫，古樂均的妹夫，吳平凡的小姑丈，葉鳳嬌的乾兒子，古正義、王玉玲的女婿 個性暴躁、強悍，但私底下非常陰柔，16歲時鳳姐找他加入義青集團，好平安剛接手時，因為害怕他的脾性會引起動盪，所以她不讓他頂替老大位置。後來因為他的媽媽出車禍送醫但血庫調度困難而大鬧急診室，靜瑄見狀打了他一巴掌後才冷靜，後來靜瑄捐血救了他的媽媽，而喜歡古靜瑄。對義青集團相當忠誠，因喜歡古靜瑄，為了她而後退出義青集團，跟媽媽、靜瑄開了間小吃店，知道樂均是靜瑄的親哥哥、樂均是警察，和吳平凡的真實身份後，無法接受靜瑄，還有吳平凡，所以回義青拆穿平凡身份，當了義青老大，跟古樂均計畫的假交易，原本要成功了，沒想到媽媽被綁架，還是衝動開了槍，被判刑十個月有期徒刑，出來後的第一天，跟靜瑄結婚，當天也是樂均跟平凡的婚禮。 | 2-19                          |
| 陳敬宣 | 古靜瑄 | 27歲，敏盛醫院的一位急診部護理師，古正義、王玉玲的女兒，古樂均的妹妹，吳平凡的小姑，趙天興的妻子，王蕙蘭的媳婦 個性善良主動。因為擁有罕有的A-型血，為王蕙蘭緊急捐血。從小养尊处优，被教育黑白兩立，身長於這種家庭，所以很怕家人發現她和黑道二當家接近。當護理師多年，看過許多生離死別，因此十分害怕他的家人、親愛的人被推進醫院，雖然喜歡天興，但因此拒絕當天興的女人，直到趙天興把進入義青集團的經過和苦衷坦白解釋後，古靜瑄才能理解，跟天興的婚禮當天，也是哥哥樂均跟平凡的婚禮。 | 2-19                          |
| 林育品 | 何米淇 | 28歲，何院長的女兒，吳平凡的閨蜜，草莓控，李大強的未婚妻 從小就對平凡充滿霸氣的雙胞胎姐姐平安投以崇拜的心，覺得黑道真是帥極了，不愛讀書愛看漫畫的她，讓父親十分頭痛，天天都幻想著要嫁給黑道，對天興有好感。在國外是財務管理系學士。後來發覺她其實只是沒有看過黑道真的耍狠打架的場面，就像吳平凡也沒有看過吳平安打架的樣子，平凡、靜瑄的伴娘，也暗地裡跟李大強交往，最後答應要嫁給他。 | 1-2,4-7,9,11-16,19            |
| 李迪恩 | 李大強 | 綽號小隻，何米淇的未婚夫，吳平安的保鑣兼特助 外表彪悍內心柔軟，義青集團餐廳咖啡師，草莓控，樂均、天興的伴郎。最後與米淇求婚成功。 | 全劇                          |

### 其他演員
| 演員   | 角色   | 介紹 | 登場集數                |
| 陳祖皓 | 阿良   | 趙天興的首席手下，義青集團餐廳咖啡師和調酒師，被榮老大威脅利用弟弟的生命輸入毒線，但他被富貴幫打傷後被古樂均起疑，才發現毒線是被榮老大利用他輸入的，並且自己向天興坦承，但天興反而決定跟榮富雄合作賣毒，其實是讓阿良錄下證據，幫義青幫討回公道。          | 2-19                    |
| 張瓊姿 | 葉鳳嬌 | 吳平安、吳平凡的母親，吳筱晶的外祖母，趙天興的乾媽，古樂均的岳母 個性堅強剛毅，不苟言笑，面冷，是個嚴肅的媽媽，其實深愛著女兒，丈夫去世之後，一直遵照遺囑，在背後支持平安領導吳家的事業。                                                                 | 1-2,4-5,10,13-14,18-19  |
| 張復健 | 隊長   | 古樂均的上司，因為古樂均個性衝動，常常向他訓話。但被古樂均辯稱兩年前，因為服從他的指令，在同樣情況下錯失時機，誤殺人質。後來因為偵八隊派李婉瑜成為臥底，所以希望古樂均早日找到吳平安的罪證，好讓他功成身退。                                              | 1,5,10,17               |
| 傅雷   | 古正義 | 古樂均、古靜瑄的父親，吳平凡的公公，趙天興的岳父 前警察局長，他的爸爸也是警察。從兒女小時候灌輸『黑白不兩立』的理念，因為在台語，警察的『察』字跟『賊』同音。念在吳平凡是假老大，加上沒有犯罪前科，才把她保釋。                                           | 2,11-12,15-16,18        |
| 蕭惠   | 王玉玲 | 古樂均、古靜瑄的母親，吳平凡的婆婆，趙天興的岳母 日式民宿餐廳老闆娘。 其實支持古樂均和古靜瑄追求愛情。 | 2,8,11-12               |
| 丁也恬 | 王蕙蘭 | 趙天興的母親，古靜瑄的婆婆 跟趙天興吃晚餐後被電動車手撞傷，行徑與吳平安被撞經過相似，但他的原本目標是趙天興，擁有罕有的A-型血，但被古靜瑄緊急捐血而保命。當趙天興決定離開義青後，想開餐店幫補家計，被榮富雄開槍射中背後，但被聖希救活。                   | 2-3,5-6,13-15,19        |
| 許騰介 | 曾國豪 | 食指戴著骷髏頭的戒指，吳筱晶的父親，吳平安的前男友，榮富雄的手下 因為襲警和意圖謀殺吳平凡而入獄，是個敢做不敢當的人。 | 2-4,6-9,11-18,19 (回憶) |
| 地球   | 莊景樊 | 古樂均的新線民，本來欠下巨款，因古樂均幫助而脫險。 | 1-2,4,12,15             |
| 王岳豐 | 蕭閔虔 | 綽號黑標，吳平安的手下，義青集團酒店前負責人，因販毒而被踢出義青集團，但離開後依然留下不清帳目，更用阿良的弟弟威脅阿良當臥底，被榮老大抓回後，阿良成功復仇。                                                                                              | 1,5-6,18                |
| 莊心瑜 | 吳筱晶 | 10歲， 5月18日出生，吳平安、曾國豪的女兒，吳平凡的姨甥女，葉鳳嬌的外孫女 以為古樂均是他爸爸，吳平凡依然不知道筱晶生父的身份，直到筱晶被生父抓走，但筱晶依然不相信他。後來一直在米淇家暫住。在吳平安的葬禮，吳平凡為了保護她，依然沒有跟她表明自己的身份。 | 5-8,10,15, 17(聲音),19  |
| 龍劭華 | 榮富雄 | 富貴集團董事長，個性心狠手辣，一心想吞併義青集團，素食者，對茶藝非常講究，江聖希的父親，被天興開槍射中胸口，再被平安射中背後，因此身亡。 | 1-2,8-9,11,13-16,18-19  |
| 詹佳儒 | 大飛   | 榮富雄的手下，趁Ken被趙天興打倒在地的空檔刺傷趙天興的肚子。趙天興開麵店當天砸店，卻被榮爺嗆他短視。後來也因為砸夜店而被拘捕。 | 2,8-9,11,14-19          |

### 客串演員
| 演員   | 角色     | 介紹 | 登場集數                 |
| 樂樂   | 幼時平安 | 小時候的吳平安，為便於分辨，平安把頭髮剪短。 | 1,7,14,18 (僅出現於回憶) |
| 媃媃   | 幼時平凡 | 小時候的吳平凡，有嚴重懼高症，長大後依然未能克服。 | 1,7,14,18 (僅出現於回憶) |
| 黃鐙輝 | 阿狗     | 古樂均的線民、好友，跟樂均生日同一天，遭吳平安的手下推落海中而溺斃，留下妻子和就讀小學的女兒。 | 1,3-4,17(回憶)           |
| 王道南 | 何建民   | 何米淇的父親，醫院院長。與吳家是至交好友，曾受吳家恩惠，因此當吳家要將小女兒平凡送出國，在鳳嬌請求下，將獨生女米淇也送出國陪著平凡。                                                                                         | 1                        |
| 吳慷仁 | 霍廷恩   | 在超商外拾獲吳平凡的皮包，對吳平凡身份存疑，但體諒她的苦衷。為《極品絕配》角色客串。 | 4                        |
|        | ken      | 世界搏擊亞軍，被趙天興擊退，讓大飛偷襲趙天興成功。 | 8                        |
| 張雁名 | 江聖希   | 敏盛醫院外科醫生，古靜瑄的學長，基督徒。喜歡古靜瑄，趙天興的情敵。在趙天興被大飛刺傷時，緊急動手術救了他。小時候，媽媽被黑道仇家砍死，榮富雄的兒子。他也有為阿良開刀，幫他治療，還幫了被槍射中天興的媽媽開刀，但榮富雄已故。 | 8-12,19                  |
| 黃心娣 | 李婉瑜   | 古樂均的學妹，筱晶的家教老師，喜歡古樂均，其實是偵八隊指派的臥底。 | 10-11,19                 |
|        | 陳先生   | 釘子戶，因為是有錢人，所以不會因被高額收買而放棄，因為土地原本是給女兒當嫁妝。 | 15                       |
|        | 陳小姐   | 陳先生的女兒，因為跟爸爸斷絕來往，原本不想賣土地，但遇見古樂均時，為了報答當時被歹徒挾持而獲救，所以才願意讓出土地。 | 1,15                     |
|        | 小蘇     | 刑警，在義青旗下夜店，把上門砸店的大飛和富貴幫手下，及護店的平凡、小隻和阿良逮捕。 | 17                       |

## 收視率

### 台視週日首播收視率
| 播出日期      | Mission    | 平均收視 | 排名 | 備註                                |
| ------------- | ---------- | -------- | ---- | ----------------------------------- |
| 2017年3月26日 | 1          | 1.02     | 2    | 45到54歲女性高達2.02 同時段民視2.02 |
| 2017年4月2日  | 2          | 1.11     | 2    | 同時段民視1.89                      |
| 2017年4月9日  | 3          | 1.22     | 2    | 同時段民視1.52                      |
| 2017年4月16日 | 4          | 1.34     | 1    | 15到24歲觀眾平均收視1.60            |
| 2017年4月23日 | 5          | 1.38     | 1    | 15到24歲觀眾平均收視1.52            |
| 2017年4月30日 | 6          | 1.12     | 2    | 同時段公視4.40                      |
| 2017年5月7日  | 7          | 1.24     | 2    | 同時段民視1.29                      |
| 2017年5月14日 | 8          | 1.05     | 2    | 同時段民視1.06                      |
| 2017年5月21日 | 9          | 1.02     | 2    | 同時段民視1.33                      |
| 2017年5月28日 | 10         | 1.25     | 1    | 15到24歲觀眾平均收視2.15            |
| 2017年6月4日  | 11         | 1.06     | 2    | 同時段民視1.19                      |
| 2017年6月11日 | 12         | 1.12     | 1    |                                     |
| 2017年6月18日 | 13         | 1.26     | 1    |                                     |
| 2017年6月25日 | 14         | 1.01     | 1    |                                     |
| 2017年7月2日  | 15         | 1.01     | 1    |                                     |
| 2017年7月9日  | 16         | 1.09     | 1    |                                     |
| 2017年7月16日 | 17         | 1.18     | 1    |                                     |
| 2017年7月23日 | 18         | 1.28     | 1    |                                     |
| 2017年7月30日 | 19         | 1.46     | 1    | 最終任務                            |
| 平均收視率    | 平均收視率 | 1.17     | -    | -                                   |

- 同時段節目：中視《誰是大歌神》/《天籟之戰》/《稍息立正我愛你》、民視《媽媽不見了》/《外鄉女》/《燦爛時光》、東森綜合台《如朕親臨》/《鐘樓愛人》 、公視《通靈少女》、華視《Doctors》
- 資料來源：台灣-偶像劇場 （页面存档备份，存于）、凱絡媒體週報 （页面存档备份，存于）、AC尼尔森

## 電視劇歌曲
| 曲別   | 歌名             | 演唱者       | 作詞         | 作曲             |
| 片頭曲 | 我的愛情不平凡   | 阿喜         | 城旭遠       | 張簡君偉、Oliver |
| 片尾曲 | I'm Burning      | 陳彥允       | 陳彥允       | 陳彥允           |
| 插曲   | 夢中情人         | 陳彥允       | 陳彥允       | 陳彥允           |
| 插曲   | 寂寞星球         | 陳彥允       | 陳彥允       | 陳彥允           |
| 插曲   | 冒險小說         | 陳彥允       | 陳彥允       | 陳彥允           |
| 插曲   | 快樂到不可能的事 | 阿喜         | 阿喜         | 陳啟樂           |
| 插曲   | 你的擁抱         | 紀言愷、阿喜 | 紀言愷、阿喜 | 蔣卓嘉           |
| 插曲   | 煙火燦爛我愛你   | 紀言愷       | 黃婷         | 木村充利         |

## 製作團隊
- 監製：楊秋蘭、洪任中、徐詩淇
- 製作人：鄭志偉
- 助理監製：蔡欣潔
- 執行製作人：陳進源
- 編劇統籌：張芳瑛
- 編劇：
  - 邵慧婷（第1、2集）
  - 馬千代（第4-19集）
- 統籌：譚永信
- 企劃：楊秉儒
- 導演：張晉榮
- 製作公司：三立電視、達享傳播事業有限公司、虹豆傳播事業有限公司
- 冠名贊助單位：
  - 台視：大誠保險經紀人（第6-19集）
  - 三立都會台：KA'FEN神奇還原酸洗護組
- 置入行銷：
  - 片尾：綠舞國際觀光飯店

## 場景拍攝
- 台北市享樂文旅
- 基隆市潮境公園
- 宜蘭縣綠舞國際觀光飯店
- 宜蘭縣綠舞日式主題園區
- 宜蘭縣悠悅光民宿
- 宜蘭縣冠翔世紀溫泉會館
- 桃園市經國敏盛醫院

## 相關商品
- 《我的愛情不平凡》原創小說

## 大事記

### 2017年
- 2月16日，《我的愛情不平凡》官方粉絲專頁成立。
- 2月20日，《我的愛情不平凡》正式開鏡。
- 3月1日，《我的愛情不平凡》於三立電視台舉行男女主角卡司發佈記者會
- 3月7日，釋出第一波前導預告-樂均篇。
- 3月8日，釋出第二波前導預告-平凡篇。
- 3月11日，釋出2017香港國際影視展行前記者會片花、首播預告，並公佈首播時間。
- 3月16日，《我的愛情不平凡》於三立電視台舉行第二波卡司發佈會，並公佈主要演員角色。
- 3月24日，釋出2017香港國際影視展行前記者會片花長達9分鐘完整版。
- 3月24日，《我的愛情不平凡》於台灣電視公司舉辦首映會。
- 3月24日，阿喜演唱的片頭曲《我的愛情不平凡》90秒音樂版本釋出，大獲好評。
- 3月26日，台視首播。
- 3月31日，《我的愛情不平凡》於三立電視台舉辦特映會。
- 4月1日，三立都會台首播。
- 4月16日，與《極品絕配》合作拍攝畫面播出，成為台灣首次兩劇跨戲劇合作。
- 7月17日，《我的愛情不平凡》全劇殺青。
- 7月30日，台視播出最終回。

## 外部連結
- 官方网站－台視
- 官方网站－三立
- 三立華劇的Facebook專頁
- 我的愛情不平凡的Facebook專頁
- 我的愛情不平凡LINE TV頻道 （页面存档备份，存于）
- 我的愛情不平凡LINE TV頻道 （页面存档备份，存于）(新版)

| 臺灣 台視綜合台 每週日 22:00－23:30            | 臺灣 台視綜合台 每週日 22:00－23:30             | 臺灣 台視綜合台 每週日 22:00－23:30 |
| ---------------------------------------------- | ----------------------------------------------- | ----------------------------------- |
|                                                | 我的愛情不平凡 （2017年3月26日－2017年7月30日） |                                     |
| 浮士德的微笑 （2016年11月13日－2017年3月19日） | 噗通噗通我愛你 （2017年8月6日－2017年12月3日）  |                                     |

| 臺灣 三立都會台 每週六 22:00－23:30            | 臺灣 三立都會台 每週六 22:00－23:30             | 臺灣 三立都會台 每週六 22:00－23:30 |
| ---------------------------------------------- | ----------------------------------------------- | ----------------------------------- |
|                                                | 我的愛情不平凡 （2017年4月1日－2017年8月5日）   |                                     |
| 浮士德的微笑 （2016年11月19日－2017年3月25日） | 噗通噗通我愛你 （2017年8月12日－2017年12月9日） |                                     |

| 臺灣 三立綜合台 每週六 20:00－22:00 | 臺灣 三立綜合台 每週六 20:00－22:00             | 臺灣 三立綜合台 每週六 20:00－22:00 |
| ----------------------------------- | ----------------------------------------------- | ----------------------------------- |
|                                     | 我的愛情不平凡 （2018年4月21日－2018年8月25日） |                                     |
| －                                  | 極品絕配 （2018年9月1日-2019年1月19日）         |                                     |

| 香港 無綫網絡電視華語劇台 每週六 13:00－14:30 | 香港 無綫網絡電視華語劇台 每週六 13:00－14:30   | 香港 無綫網絡電視華語劇台 每週六 13:00－14:30 |
| --------------------------------------------- | ----------------------------------------------- | --------------------------------------------- |
|                                               | 我的愛情不平凡 （2017年5月20日－2017年9月23日） |                                               |
| 浮士德的微笑 （2017年1月7日－2017年5月13日）  | 噗通噗通我愛你 （2017年9月30日－2018年1月27日） |                                               |

| 马来西亚 Astro双星、Astro双星HD 每週一至週五 16:00－17:00                            | 马来西亚 Astro双星、Astro双星HD 每週一至週五 16:00－17:00 | 马来西亚 Astro双星、Astro双星HD 每週一至週五 16:00－17:00 |
| ------------------------------------------------------------------------------------ | --------------------------------------------------------- | --------------------------------------------------------- |
|                                                                                      | 我的愛情不平凡 （2017年8月21日－2017年10月2日）           |                                                           |
| 如朕親臨 （2017年6月9日－2017年7月17日） 最好的我們 （2017年7月18日－2017年8月18日） | 鐘樓愛人 （2017年10月3日－2017年11月3日）                 |                                                           |

| 新加坡 HUB都會台 每週日 21:30－23:00    | 新加坡 HUB都會台 每週日 21:30－23:00            | 新加坡 HUB都會台 每週日 21:30－23:00 |
| --------------------------------------- | ----------------------------------------------- | ------------------------------------ |
|                                         | 我的愛情不平凡 （2017年9月24日－2018年2月25日） |                                      |
| 極品絕配 （2017年4月9日－2017年9月3日） | 已讀不回的戀人 （2018年3月4日－2018年6月3日）   |                                      |

| 三立國際台 每周六晚上22:00 - 24:00           | 三立國際台 每周六晚上22:00 - 24:00              | 三立國際台 每周六晚上22:00 - 24:00 |
| -------------------------------------------- | ----------------------------------------------- | ---------------------------------- |
|                                              | 我的愛情不平凡 （2021年2月27日－2021年6月12日） |                                    |
| 浮士德的微笑 （2020年11月7日-2021年2月20日） | 噗通噗通我愛你 （2021年6月12日－）              |                                    |